# 天苑四
天苑四（英語：Epsilon Eridani，即波江座ε，简写为） 是一顆主序帶上分類為K2的恆星。它是波江座內最靠近太阳系，也是夜空中裸眼可見的在第三近的恆星。天苑四是顆相對年輕的恆星，估計年齡少於十億年，因此其磁場活動強於太陽，而恆星風的估計強度是太陽的30倍。天苑四不僅質量和體積都比太陽小，其金屬量（原子量大於氦的元素）也比較低。其自轉也相對較快，不考慮緯度的變化，估計週期約為11.1天。
虽然一些径向速度观测数据暗示天苑四可能有一颗大行星，但由于该恒星活跃的磁场导致数据中存在高水平背景噪音，该结果尚有爭議。如果真有這樣的一顆行星，其軌道週期應該是2502天，與恆星的平均距離為3.4天文單位（5億5百萬公里）。迄2008年，天苑四是距離太陽最近的已知擁有行星的恆星。這顆恆星也有兩條小行星帶，一條在大約3天文單位的距離上，另一條在20天文單位，並且可能是受到尚未能確認的第二顆行星攝動的物質。它看起來也有柯伊伯带，有比太陽附近更多物質密集的在軌道上環繞著，證實了對這顆恆星尚年輕的懷疑。
由於它是相對接近且與太陽相似的恆星，所以天苑四經常出現在科幻作品中。與它最接近的鄰居是距離5.22光年遠的魯坦726-8（鯨魚座UV和鯨魚座BL）。

## 觀測
這顆恆星位於波江座北部，在明亮的波江座δ星東方約3度，赤緯-9.45度，在地球絕大部分的地區都能看見這顆恆星，只有北半球緯度80度以上的地區是永久隱藏在地平線下。它的視星等是3.73等，使得在都市中的居民，因為城市的光污染照亮了夜空，而很難以裸眼看見它。。
天苑四在約翰·拜耳於1603年出版的測天圖（Uranometria）中已經以拜耳命名法標示出來。ε是第五個希臘字母，意味著他大概也是波江座內最亮恆星中的第五顆亮星。約翰·佛蘭斯蒂德在1712年初步完成的佛氏星表中將它編為波江座18號星。這顆恆星在1918年亨利·杜雷伯星表中被標示為HD 22049，並預編為光譜類型為K0的恆星。
天文學家以1800年至1880年間的觀測為基礎，發現天苑四的自行很大，當時估計為每年3角秒，暗示了它與太陽相當接近，所以這顆恆星適合作為三角視差法測量的目標。從1881年至1883年間, 威廉·路易斯·埃爾金使用太陽儀在南非好望角的皇家天文台對天苑四做了一系列的觀測。根據這些觀測結果，天文學家初步認定天苑四的視差為0.14 ± 0.02 角秒。天文學家到了1917年根據觀測結果精確估計天苑四視差為0.317 角秒，這個數值已經非常接近現代採用的數值0.3107 角秒。這個視差值相當於10.5 光年的距離，所以天苑四是距離太陽第13近的恆星（第9接近的恆星系統）。
弗蘭克·德雷克使用西維吉尼亞州綠堤電波望遠鏡搜尋預期中的外星高智生命訊號，該計畫被稱為奧茲瑪計畫，計畫所選定的目標就是靠近太陽的天苑四和天倉五，但是目前沒有發現任何來自外星球生物的訊號（1960年4月8日曾收到一個飛機發出的假訊號）。鳳凰計畫觀測範圍包含距離太陽7.2 秒差距內恆星，該計畫在1995年以天苑四為目標，使用微波巡天搜尋外星生物的訊號。到了2004年，鳳凰計劃已經檢驗過800顆恆星，沒有檢測任何可疑的訊號。
天文學家根据1938年至1972年對天苑四觀測到的攝動，懷疑有看不見的伴星以25 年的軌道週期環繞著它運轉，但是這項主張在1993年被否定。天文學家在1980年至2000年對天苑四徑向速度的觀測提出令人信服的證據，顯示有一顆週期大約7年的行星級伴星環繞它。他們在1998年發現塵埃環環繞著這顆恆星的證據，加強行星系統存在的證據，天苑四與附近的行星產生交互作用可以解釋塵埃被凝聚起來的現象。天文學家在2006年使用哈伯太空望遠鏡証實確實有一顆行星以6.9年的週期環繞著這顆恆星

## 性質

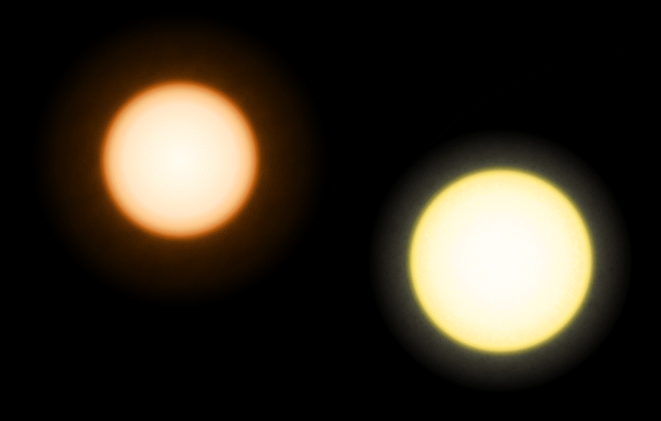
天苑四（左）與太陽（右）的相對大小比較。

據估計，天苑四的質量是太陽質量的85%，半徑是太陽半徑的84% ，但是亮度只有太陽的28%。它是繼半人馬座αB之後第二接近的光譜類型K型星。相較於太陽，這顆恆星擁有的原子序大於氦的元素比較少，在它的色球層中鐵的含量只有太陽的74%。
天苑四色球層的磁場活動比太陽活躍，在光球層的9%深度的範圍內發現的磁場強度是0.14泰斯勒。整顆恆星的磁場活動是不規則的，但它可能有5年的週期性變化。假設恆星的半徑在這段時間內不會改變，則在活動程度上的變化相當於在溫度上有15 K的改變，這相當於0.014星等的變化
磁場活動的轉動振幅顯示恆星赤道的自轉週期是11.10 ± 0.03 天，或是略短於太陽自轉週期的一半。恆星光度的變化是由於磁場的活動加上自轉的因素，被分類為天龍座BY變星。光度計的觀測證實天苑四的表面也像太陽一樣有微差轉動，因此自轉週期會隨著緯度改變，從10.8天至12..3天變化著。這顆恆星的轉軸傾角尚未確定，估計是在低的24°至高的72°之間。
高程度的色球活動、強烈的磁場和相較之下算是快速的自轉，都顯示這是一顆年輕的恆星。電腦模型給的估計年齡是7億至8億5千萬年，但實際的年齡可能低至5亦或高達10億年。但是，重元素的低豐度是一些老舊恆星的特徵，這種異常的現象可能是對流層輸送了一些氦和重元素到星球外層的光球層，產生了擴散過程造成的。
相對於太陽，天苑四的外層大氣看起來比太陽大和熱，這是它的恆星風比太陽強30倍造成大量質量損失造成的。恆星風在大約8,000 天文單位處形成星狀球，並且在距離恆星1,600 天文單位處造成弓形震波。以地球到這顆恆星的距離估計，星狀球的視角大約有42弧分，比我們滿月時的月球還要大。
天苑四空間速度的分量分別是U = −3，V = +7和W = −20 公里/秒，在銀河系內以平均銀心距離8,800秒差距，離心率0.09的軌道上運轉著。在過去的數百萬年間，相信曾有三顆恆星交近天苑四至2秒差距的距離內。最近一次大約是在12,500年前與卡普坦星的遭遇，但這些遭遇都被認為對星周盤沒有影響。天苑四大約在105,000年前最接近太陽，當時的距離大約只有7光年。

## 行星系
| 成員 (依恆星距離) | 质量           | 半長軸 (AU) | 轨道周期 (天) | 離心率                      | 傾角 | 半径 |
| ----------------- | -------------- | ----------- | ------------- | --------------------------- | ---- | ---- |
| 小行星帶          | 3 AU           | 3 AU        | 3 AU          | 3 AU                        | —    | —    |
| 天苑四b           | 1.55 ± 0.24 MJ | 3.38–3.50   | 2,502–2,630   | 0.25–0.702或0.07+0.06 −0.05 | —    | —    |
| 小行星帶          | 20 AU          | 20 AU       | 20 AU         | 20 AU                       | —    | —    |
| 天苑四c (未确认)  | 0.1 MJ         | 40?         | 102,270       | 0.3                         |      |      |
| 塵埃盤            | 35 — 100 AU    | 35 — 100 AU | 35 — 100 AU   | 35 — 100 AU                 | —    | —    |

### 行星
- 天苑四b
- 天苑四c

由於天苑四是距離最接近我們太陽的太陽型恆星，許多搜尋行星的企圖都被嘗試過了。但是因恆星本身高度的活動性和變化，使得平常發現行星最有效的徑向速度法很難奏效，恆星活動妨礙了行星的偵測。

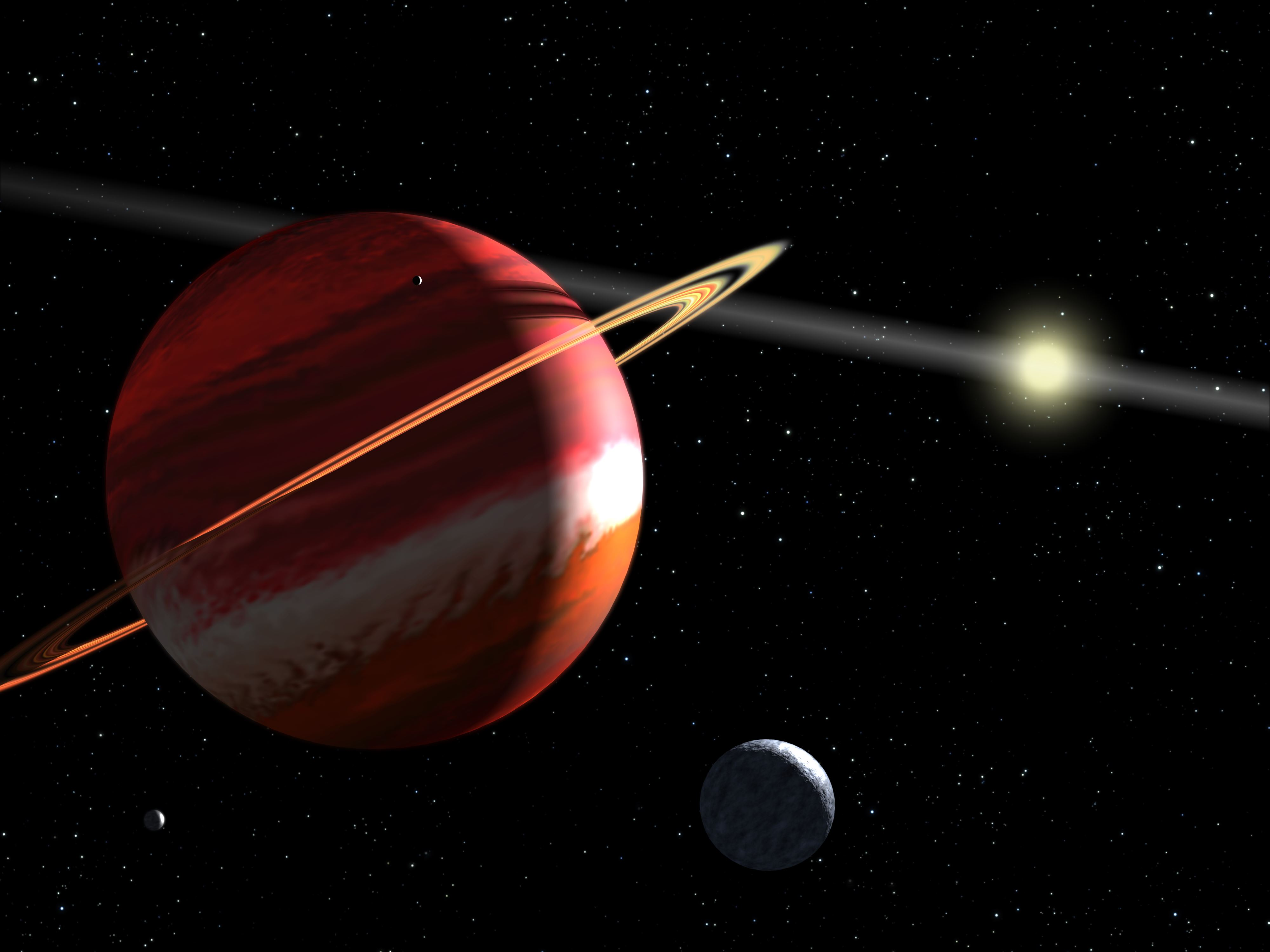
天苑四b的軌道清空了塵埃帶中的一個區域。

已經證實有一個行星系統存在，並且確認其中的一顆行星。天苑四b是類似木星的行星，以2,500天的週期，在3.39天文單位的軌道上運行著。天體測量和徑向速度的數據表明他是在一個非常高離心率（離心率0.7）軌道上運行的系外行星。但是這個軌道與出現在3天文單位的小行星帶並不一致：如果離心率真的如此大，這顆行星將會穿越小行星帶，並且很快的清空它。還可能有一顆低質量的行星天苑四c，在40天文單位的距離上，以低於0.3的離心率運行著。
沒有第3顆或更多木星等級的行星存在這個系統內。
RAND協會在1964年的研究，史帝芬. R.多爾的適合人居住的行星，在22光年的距離內列出了14顆最可能有適居行星的恆星，而估計在天苑四周圍的軌道出現適居行星的機率只有3.3%。天苑四的適居帶展開在0.5至1.0天文單位之處，相當於地球到太陽的距離上。而當這顆恆星的年齡達到200億歲時，適居帶會擴張至0.6至1.4天文單位。然而，在鄰近適居帶的附近有一顆高橢圓軌道的大行星存在，會使適居帶內有軌道穩定的類地行星出現的機率降低。

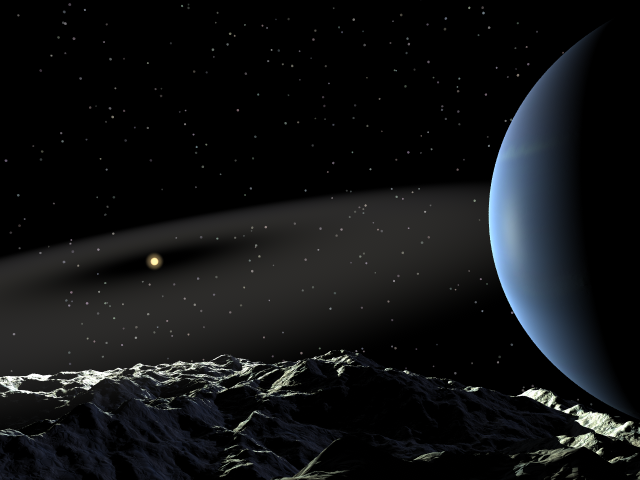
可能有第二顆行星環繞著這顆恆星，但尚未能證實。

在天苑四的外圍有一顆行星存在，會對附近有彗星體的塵埃環造成攝動的效應，使得其中有些天體會進入系統的內部，並且可能會掠過距離恆星不到1天文單位的任何一顆行星的軌道。因此，一顆類地行星可能會遭遇到類似地球在6億年前經歷的後期重轟炸時期的砲擊狀態
因為天苑四有允許形成類地行星的性質，因此是被列在行星發現計畫中的一個目標。雖然這個系統不是列在已經被取消的類地行星發現者的主要候選者，但它依然是NASA太空干涉測量任務中作為搜尋地球大小行星的目標之一。

### 塵埃環

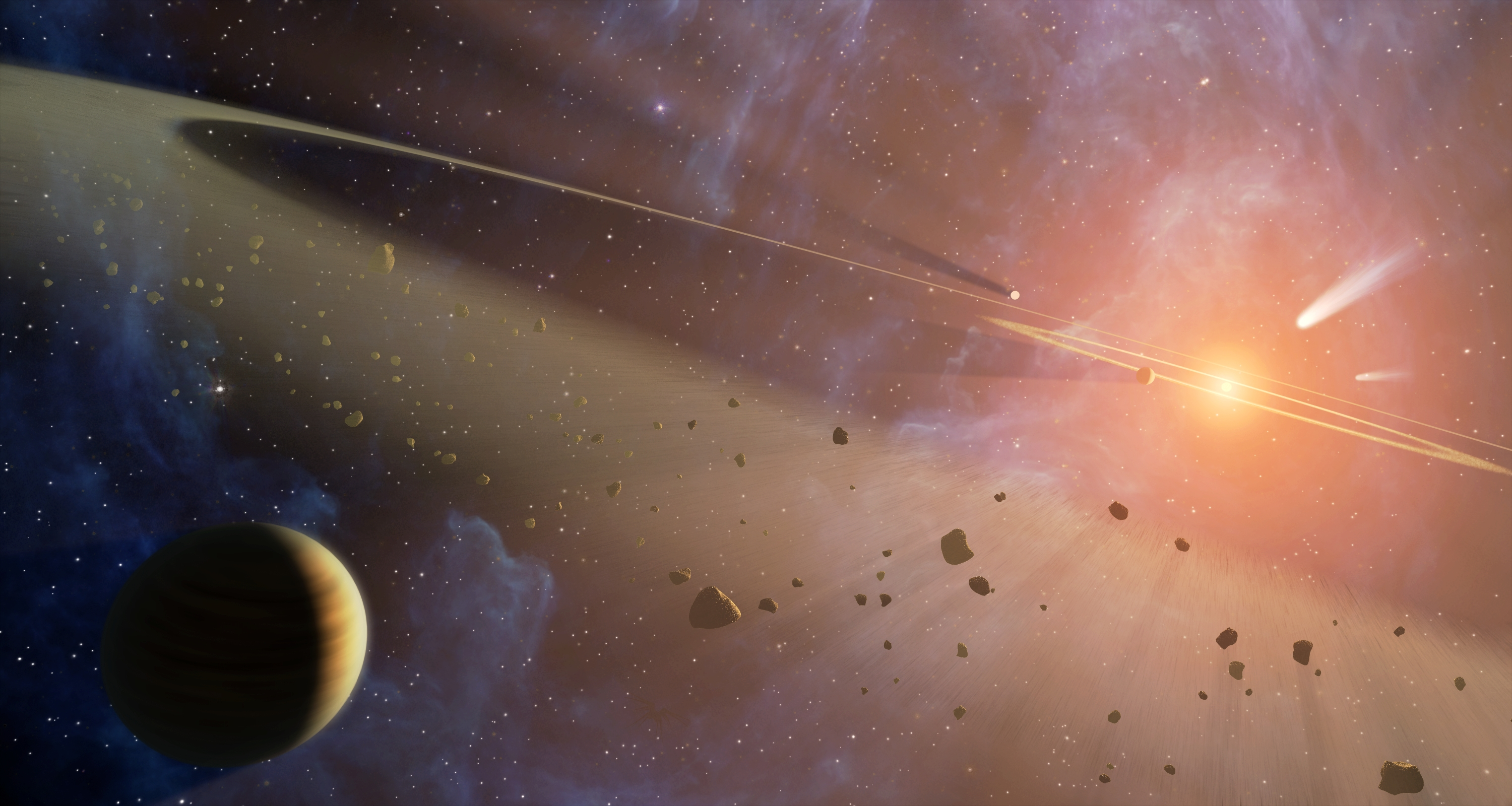
環繞天苑四的兩條小行星帶。

天文學家使用詹姆士·克拉克·麥斯威爾望遠鏡觀測後發現，次微米波長的輻射延伸至距離恆星半徑35 角秒之處，輻射尖峰出現在距離18角秒的地區（相當於距離恆星60天文單位），距離恆星30天文單位的地區也有強度較低的輻射。天文學家認為這些輻射來自於類似太陽系柯伊伯带的小行星帶，這條小行星帶與視線的方向大約有25度的傾斜角。
塵埃帶不對稱的結構也許是受到行星攝動的影響，塵埃帶中的叢集可能與天文學家懷疑的行星軌道有正數週期的共振，例如：行星運轉3周時，塵埃帶的叢集可能正好運行了2周的3:2共振。經過電腦摹擬顯示圓環型態可以讓軌道離心率0.3的行星在5:3和3:2的軌道共振上捕獲塵埃帶的粒子。
塵埃帶內包含的塵埃量大約是我們太陽系附近塵埃的1,000倍，意味著可以比太陽系多形成1,000倍的彗星體。估計塵埃的總量6倍於月球質量，這些塵埃可能是彗星體碰撞產生的，範圍在10至30公里直徑的總質量達到地球質量的5至9倍，這與古柏帶估計有10被地球質量非常相似。
距離恆星35天文單位處的塵埃幾乎完全消失，或許意味著恆星系統已經有行星形成，清空這個區域內的塵埃。這種現象與目前天文學家接受的內太陽系的模型是一致的，因此可能有類地行星環繞著這顆恆星。
NASA的史匹哲太空望遠鏡在2008年10月27日的觀測顯示確實有兩條小行星帶環繞恆星，其中有一條是系外黃道塵。有一條小行星帶的位置與我們太陽系的相同；較密集的第二條小行星帶很類似太陽系小行星帶群聚，它位於第一條和彗星帶中間。小行星帶暗示天苑四還有其他行星存在。

## 註解和參考資料
1. 1 2 3 4 5 6 7 8 9 10 11 12  . SIMBAD. Centre de Données astronomiques de Strasbourg.   [2007-11-29].[永久]
2. 1 2  Mendoza, E. E.; Gomez, V. T.; Gonzalez, S., , The Astronomical Journal, 1978-06, 83: 606–614, Bibcode:1978AJ.....83..606M, doi:10.1086/112242
3. 1 2  . General Catalog of Variable Stars. Sternberg Astronomical Institute, Moscow, Russia.   [2009-05-20]. （原始内容存档于2011-07-24）.
4. 1 2 3 4 5  Staff. . Research Consortium on Nearby Stars. 2007-06-08  [2007-11-29]. （原始内容存档于2012-05-13）.
5. 1 2  Johnson, H. M.; Wright, C. D. . Astrophysical Journal Supplement Series. 1983, 53: 643–711  [2007-11-29]. doi:10.1086/190905. （原始内容存档于2019-03-26）.—see p. 653.
6. ↑  Zhao, G.; Chen, Y. Q.; Qiu, H. M.; Li, Z. W. . The Astronomical Journal. 2002, 124 (4): 2224–2232  [2007-06-01]. doi:10.1086/342862.
7. 1 2 3  Santos, N. C.; Israelian, G.; Mayor, M., , Astronomy and Astrophysics, March 2004, 415 (3): 1153–1166, Bibcode:2004A&A...415.1153S, arXiv:astro-ph/0311541 , doi:10.1051/0004-6361:20034469.—the percentage of iron is given by {\displaystyle {\begin{smallmatrix}10^{-0.13}=0.74\end{smallmatrix}}}, or 74%
8. 1 2 3  Di Folco, E.;  et al, , Astronomy and Astrophysics, November 2004, 426 (2): 601–617, Bibcode:2004A&A...426..601D, doi:10.1051/0004-6361:20047189.
9. 1 2  Backman, D.;  et al, , The Astrophysical Journal, 2008, 690 (2): 1522–1538, Bibcode:2009ApJ...690.1522B, arXiv:0810.4564 , doi:10.1088/0004-637X/690/2/1522.
10. ↑  Aguilar, David A.; Pulliam, Christine, , 哈佛-史密松天体物理中心, 2008-10-27  [2008-11-10], （原始内容存档于2008-11-14）.
11. ↑  Data at http://www.solstation.com/stars/eps-erid.htm （页面存档备份，存于）, accessed on November 28, 2008.
12. ↑  Campbell, William Wallace. . New York: The MacMillan Company. 1899.
13. ↑  Narisada, Kohei; Schreuder, Duco, , Light pollution handbook, Astrophysics and Space Science Library (Dordrecht, The Netherlands: Springer), 2004, 322: 118–132, Bibcode:2004ASSL..322.....N, ISBN 1-4020-2665-X, doi:10.1007/978-1-4020-2666-9.
14. ↑  Kanas, Nick. . Springer. 2007. ISBN 0387716688.
15. ↑  坎农, 安妮; 皮克林, 爱德华·查尔斯, , 哈佛大学天文台, 1918, 91: 1–290, Bibcode:1918AnHar..91....1C.—see p. 236
16. ↑  Belkora, Leila. . CRC Press. 2002. ISBN 0750307307.
17. ↑  吉尔, 戴维; Elkin, W. L., , London, UK: The Royal Astronomical Society: 174–180, 1884.
18. ↑  Gill, David. . London: Eyre and Spottiswoode. 1893.
19. ↑  Gill, David. . Nature. 1884, 30: 156–159.
20. ↑  亚当斯, 沃尔特; 乔伊, 阿尔弗雷德·哈里逊, , The Astrophysical Journal, 1917, 46: 313–339, Bibcode:1917ApJ....46..313A, doi:10.1086/142369.
21. ↑  Heidmann, Jean; Dunlop, Storm, , Cambridge, U.K.: Cambridge University Press: 113, 1995, ISBN 0-521-58563-5.
22. ↑  Duquennoy, A.;  et al, , Progress in the Search for Extraterrestrial Life, Astronomical Society of the Pacific Conference Series (Santa Cruz, California: 太平洋天文学会), August 16–20, 1993, 74: 207–218, Bibcode:1995ASPC...74..207H.
23. ↑  Whitehouse, David. . BBC News. 2004-03-25  [2008-07-22]. （原始内容存档于2007-11-18）.
24. ↑  van de Kamp, P. . Astronomical Journal. 1974, 79: 491–492  [2008-07-28]. （原始内容存档于2019-03-27）.
25. ↑  Hatzes, Artie P.;  et al, , The Astrophysical Journal, December 2000, 544 (2): L145–L148, Bibcode:2000ApJ...544L.145H, arXiv:astro-ph/0009423 , doi:10.1086/317319.
26. ↑  Greaves, Jane. . JAC/UCLA. 1998-07-08  [2008-07-28]. （原始内容存档于2006-05-03）.
27. ↑  Benedict, G. Fritz;  et al, , The Astronomical Journal, November 2006, 132 (5): 2206–2218, Bibcode:2006AJ....132.2206B, arXiv:astro-ph/0610247 , doi:10.1086/508323.
28. ↑  Valenti, Jeff A.; Marcy, Geoffrey W.; Basri, Gibor, , The Astrophysical Journal, February 1995, 439 (2): 939–956, Bibcode:1995ApJ...439..939V, doi:10.1086/175231.
29. 1 2  Gray, David F.; Baliunas, Sallie L., , The Astrophysical Journal, March 1995, 441 (1): 436–442, Bibcode:1995ApJ...441..436G, doi:10.1086/175368.
30. ↑  Froehlich, H.-E. . Astronomische Nachrichten. 2007, 328: 1037  [2008-07-25]. （原始内容存档于2017-01-18）.
31. ↑  Drake, Jeremy J.; Smith, Geoffrey, , The Astrophysical Journal, August 1993, 412 (2): 797–809, Bibcode:1993ApJ...412..797D, doi:10.1086/172962.
32. ↑  Gai, Ning; Bi, Shao-Lan; Tang, Yan-Ke, , Chinese Journal of Astronomy and Astrophysics, October 2008, 8 (5): 591–602, Bibcode:2008ChJAA...8..591G, arXiv:0806.1811 , doi:10.1088/1009-9271/8/5/10.
33. ↑  Wood, Brian E.; Müller, Hans-Reinhard; Zank, Gary P.; Linsky, Jeffrey L., , The Astrophysical Journal, July 2002, 574 (1): 1–2, Bibcode:2002ApJ...574..412W, arXiv:astro-ph/0203437 , doi:10.1086/340797. See p. 10.
34. ↑  de Mello, G. F. Porto; del Peloso, E. F.; Ghezzi, Luan, , Astrobiology, 2005, 6 (2): 308–331, Bibcode:2006AsBio...6..308P, PMID 16689649, arXiv:astro-ph/0511180 , doi:10.1089/ast.2006.6.308.
35. ↑  Deltorn, J.-M.; Greene, P., Jayawardhana, Ray; Greene, Thoas , 编, , Young Stars Near Earth: Progress and Prospects 244 (San Francisco, CA: Astronomical Society of the Pacific), 2001-05-16, 244: 227–232, Bibcode:2001ASPC..244.....J, ISBN 1-58381-082-X, arXiv:astro-ph/0105284 .
36. ↑  García-Sánchez, J.;  et al, , Astronomy and Astrophysics, November 2001, 379 (2): 634–659, Bibcode:2001A&A...379..634G, doi:10.1051/0004-6361:20011330.
37. 1 2  . NASA/JPL-Caltech.   [2008-10-27]. （原始内容存档于2009-01-05）.
38. ↑  Janson, M.;  et al, , Astronomy and Astrophysics, September 2008, 488 (2): 771–780, Bibcode:2008A&A...488..771J, arXiv:0807.0301 , doi:10.1051/0004-6361:200809984.
39. ↑  Dole, Stephen H.,  1st, New York, N.Y.: Blaisdell Publishing Company: 110 & 113, 1964  [2008-07-22], ISBN 0-444-00092-5, （原始内容存档于2008-07-04）.
40. ↑  Underwood, David R.; Jones, Barrie W.; Sleep, P. Nick, , International Journal of Astrobiology, 2003, 2 (4): 289–299, Bibcode:2003IJAsB...2..289U, arXiv:astro-ph/0312522 , doi:10.1017/S1473550404001715.
41. ↑  Jones, Barrie W.; Underwood, David R.; Sleep, P. Nick, , Proceedings of the Conference on Towards Other Earths: DARWIN/TPF and the Search for Extrasolar Terrestrial Planets (Heidelberg, Germany: Dordrecht, D. Reidel Publishing Co), April 22–25, 2003, 539: 625–630, Bibcode:2003ESASP.539..625J, ISBN 92-9092-849-2, arXiv:astro-ph/0305500 .
42. 1 2  Davis, G. R.;  et al, , The Astrophysical Journal, February 2005, 619 (2): L187–L190, Bibcode:2005ApJ...619L.187G, arXiv:astro-ph/0208279 , doi:10.1086/428348.
43. ↑  McCarthy, Chris. . Exoplanets Group, San Francisco State University. 2008  [2008-07-22]. （原始内容存档于2007-08-10）.
44. ↑  Greaves, J. S.;  et al, , The Astrophysical Journal, October 1998, 506 (2): L133–L137, Bibcode:1998ApJ...506L.133G, arXiv:astro-ph/9808224 , doi:10.1086/311652.
45. ↑  Ozernoy, Leonid M.; Gorkavyi, Nick N.; Mather, John C.; Taidakova, Tanya A., , The Astrophysical Journal Letters, July 2000, 537 (2): L147–L151, Bibcode:2000ApJ...537L.147O, arXiv:astro-ph/0007014 , doi:10.1086/312779.
46. ↑  Quillen, A. C.; Thorndike, Stephen, , The Astrophysical Journal, October 2002, 578 (2): L149–L142, Bibcode:2002ApJ...578L.149Q, arXiv:astro-ph/0208279 , doi:10.1086/344708.

## 外部連結
- . JAC/UCLA.   [2005-03-24]. （原始内容存档于2005-11-10）.
- Bruce Campbell, G.A.H. Walker, S. Yang. . Astrophysical Journal. 1988, 331 (Part 1): 902 – 921. doi:10.1086/166608.
- Sean Moran, Marc Kuchner, and Matthew J. Holman. . The Astrophysical Journal. 2004, 612: 1163 – 1170. doi:10.1086/422796.
- . The Extrasolar Planets Encyclopaedia.   [2006-04-13]. （原始内容存档于2006-06-20）.
- . SolStation.   [2006-04-13]. （原始内容存档于2006-04-11）.